# سليم رستم باز
سليم رُستُم باز (5 يونيو 1859 - 1920) قاضي وعالِم حقوقي لبناني عثماني. ولد في دير القمر ودرس في بيروت. عمل محاميًا ثم تقلب بين عدة مناصب القضاء حتى مدعيًا عامًا. كان فقيهًا ومشرّعًا قضائيًا ومترجمًا، وهو من أركان العدليّة في عهد المتصرفيّة، وله مؤلّفات في القانون أكثرها قوانين ترجمها عن التركية العثمانية. نفته السلطات العثمانيّة إلى قير شهر خلال الحرب العالمية الأولى، وأعيد إلى وطنه قبيل انتهاء الحرب وتوفي في بيروت.

## سيرته
هو سليم بن رستم (1819 - 1890) بن إلياس بن طنوس بن أبي شاكر باز. ولد يوم 5 يونيو (حزيران) 1859 في دير القمر بإيالة طرابلس الشام ونشأ بها وفي بيروت في أيام متصرفية جبل لبنان. تلقى علومه بمدرسة الآباء اليسوعيين في غزير، ثم اشتغل بالعلوم الفقهية والقانونية، وأخذ عن يوحنا حبيب وغيره العلوم والفنون الشرعية القضائية حتى عد من كبار علمائها وأسندت إليه مناصبها أيام الدولة العثمانية. 

عمل محاميًا، ثم قاضيًا، فتدرج من معاون رئيس محكمة إبتدائية في قضاء الشوف إلى رئيس محكمة جزّين ثم دير القمر ثم البترون والمتن والكسروان،‌ ثم مفتشًا للعدلية ثم مدعيًا عامًا. عين عضوًا في المجلس العمومي العثماني سنة 1911، ومستشارًا في دائرة التنظيمات في إسطنبول، حتى استقال بعد سنة لاعتلال صحّته. وكان من مشاهير عصره في القانون وأشتغل بالتأليف فيه.

نفته الحكومة في الحرب العالمية الأولى إلى قيرشهر وأعيد إلى وطنه قبيل انتهاء الحرب حتى توفي سنة 1338 هـ/ 1920 م في بيروت.

## جوائزه
- النيشان المجيدي.[3]
- وسام جوقة الشرف.[3]

## آثاره
من مؤلفاته:
- «قانون شرح المحاكمات الحقوقية»
- «شرح قانون المحاكمات الجزائية المؤقت»
- «قانون الجزاء الهمايونى»
- «شرح المجلة»
- «مناجاة البلغاء في‌ مسامرات الببغاء في الحكم»، ترجمة
- «مرقاة الحقوق»، مختصر في علم الفقه.
- «أسباب الشفعة»
- «تصح الهبة بشرط العوض ويعتبر الشرط»

وصدر له «الشيخ سليم باز: الفقيه المشترع الكبير (1859-1920)» سنة 1992